# Westminster Central Hall
Le Westminster Central Hall (aussi appelé en anglais Methodist Central Hall ou Central Hall Westminster) est un édifice historique religieux et polyvalent de la ville de Londres au Royaume-Uni, situé face à l'abbaye de Westminster dans le district de Westminster. 
Après avoir abrité jusqu'en 2000 le siège de l'Église méthodiste de Grande-Bretagne, il sert aujourd'hui principalement d'église méthodiste et de centre de conférences, mais aussi de galerie d'art et d'immeuble de bureaux. Il contient vingt-deux salles de conférence, de réunion et de séminaire, la plus grande peut accueillir 2 300 personnes.

## Situation
L'édifice s'élève dans le quartier de Westminster sur Tothill street, à l'angle avec Storey's gate, au nord-ouest de l'abbaye de Westminster. 

## Historique
Le Methodist Central Hall a été édifié à l'occasion du centenaire de la mort de John Wesley, le fondateur du méthodisme. Il a été construit entre 1905 et 1911 sur le site du Royal Aquarium, un lieu de divertissement qui fut exploité avec des fortunes diverses de 1876 à 1903.
Le financement de sa construction a fait l'objet, de 1898 à 1908, d'un crowdfunding avant la lettre : une campagne menée par le Wesleyan Methodist Twentieth Century Fund (qui fut surnommé le Million Guinea Fund, dont le but était de lever un million de guinées auprès d'un million de méthodistes. La campagne fut arrêtée en 1904 après avoir recueilli 1 024 501 guinées, soit 1 075 727 en livres sterling. L'édifice était dès l'origine destiné à servir non seulement d'église mais aussi de rendre service pour l'organisation de conférences sur des questions religieuses, éducatives, scientifiques, philanthropiques ou sociales".
En 1914, quelques-unes des premières réunions de ce qui allait de devenir le mouvement des suffragettes ont eu lieu au Methodist Central Hall, et certaines scènes du film "Suffragette" (2015) y ont été filmées dans leur cadre historique.
La salle a été utilisée régulièrement pour des meetings politiques, parfois avec des orateurs parmi les plus célèbres : Gandhi, Martin Luther King et Winston Churchill y ont pris la parole.
Elle a accueilli la première partie de la première Assemblée générale des Nations unies du 10 au 14 février 1946 (la seconde partie se déroula à Flushing Meadows à New York du 23 octobre au 15 décembre 1946).
Aujourd'hui l'édifice abrite une paroisse méthodiste, la plus grande salle de réunion dans le centre de Londres et une association sociale de protection de l'enfance.

## Architecture

### Extérieur

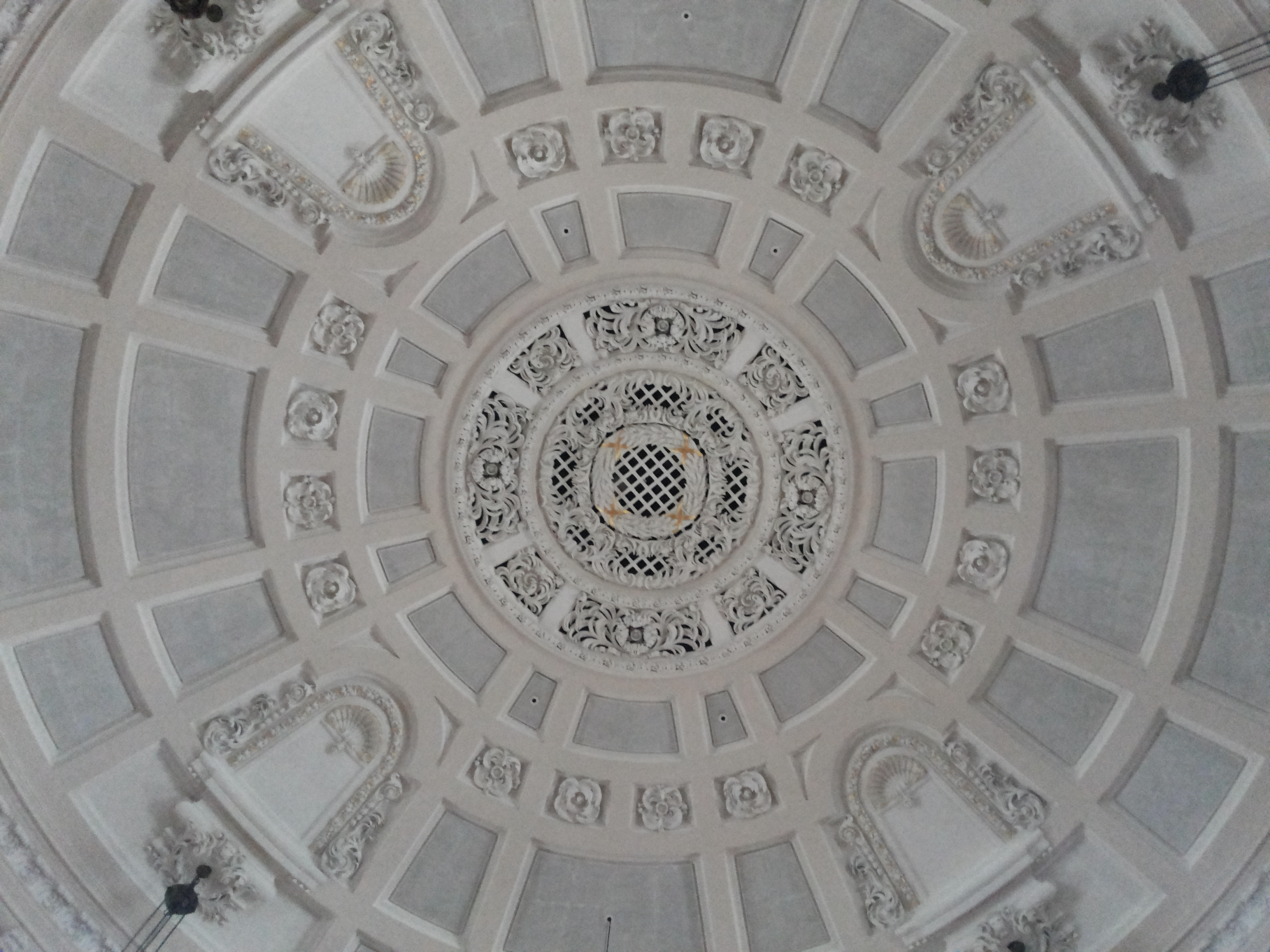
Le dôme vu de l'intérieur.

Methodist Central Hall a été conçu par Edwin Alfred Rickards, de la firme Henry Vaughan Lanchester, Stewart et Rickards. Cette société a également conçu l'hôtel de ville de Cardiff, qui présente de nombreuses similitudes avec l'édifice londonien. Bien que de style  baroque, c'est un exemple précoce d'utilisation d'une charpente en béton armé pour un bâtiment en Grande-Bretagne L'intérieur a été dessiné dans le style monumental de  Piranesi, bien que l'exécution en ait été plutôt plus économique.
Les plans de 1904 prévoyaient la construction de deux petites tours sur la façade principale (est), en face de l'abbaye de Westminster. Celles-ci n'ont jamais été réalisées, en raison d'une polémique concernant le tort qu'elles feraient subir à la position dominante des tours occidentales de l'Abbaye de Westminster, dues à Nicholas Hawksmoor, vues depuis St. James's Park. La salle fut finalement terminée en 1911.

### Intérieur

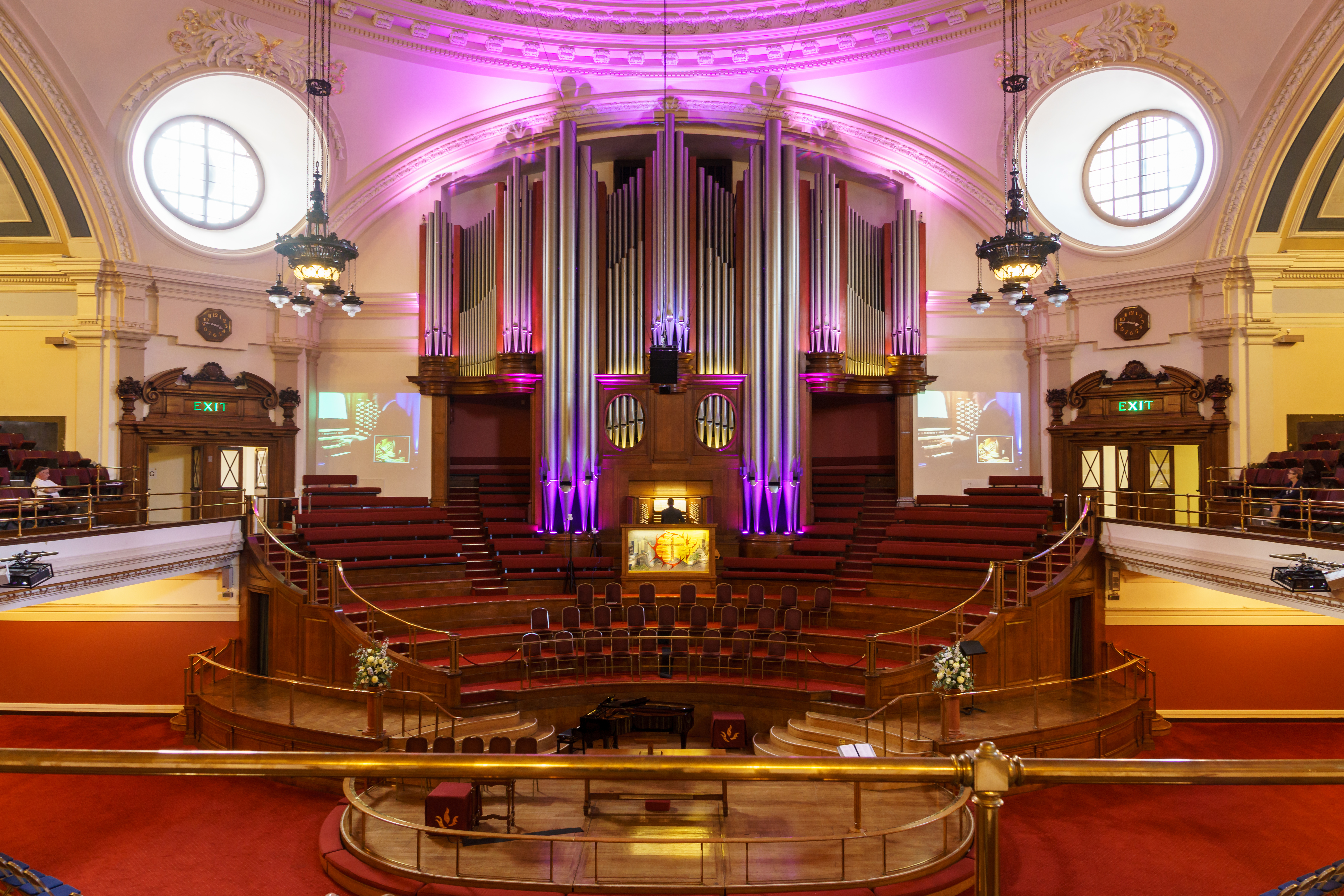
La grande salle avec les orgues (4 731 tuyaux).

Le plafond en forme de dôme de la Grande Salle est réputé être le deuxième plus grand du genre dans le monde. La vaste structure autoporteuse en béton armé reflète l'intention originale : ce hall central devait être « un lieu de rencontre en plein air avec un toit ».

### Orgue
L'orgue a été construit en 1912 par William Hill & Sons, reconstruit en 1970 par Rushworth et Dreaper et révisé en 2011 par Harrison & Harrison. L'orgue compte 57 registres / 68 rangs et 4 731 tuyaux sur quatre claviers et un pédalier.